# Нікольське (Республіка Алтай)
Нікольське (рос. Никольское) — село Чойського району, Республіка Алтай Росії. Входить до складу Каракокшинського сільського поселення.
Населення — ненаселене (2015 рік).
Село засноване 1836 року.